# Euxoa conspicua
Euxoa conspicua är en fjärilsart som beskrevs av Jacob Hübner. Euxoa conspicua ingår i släktet Euxoa och familjen nattflyn. Inga underarter finns listade i Catalogue of Life.

## Bildgalleri

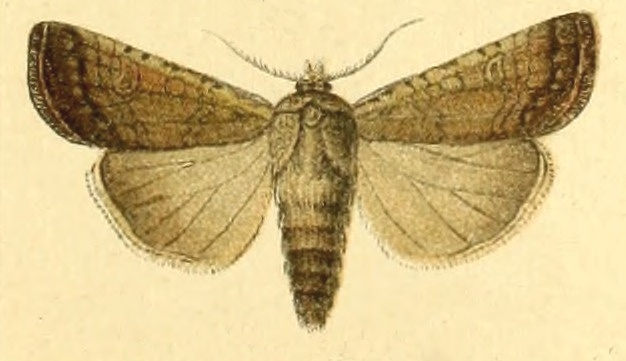
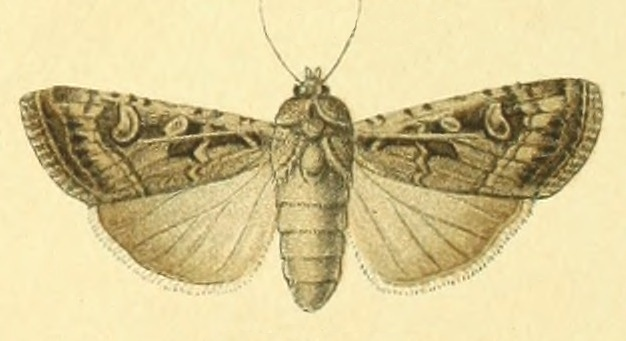
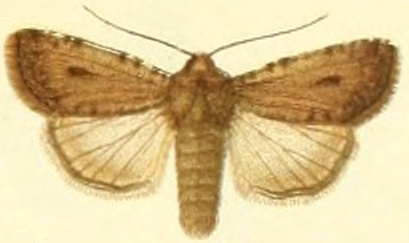